# الليالي السود

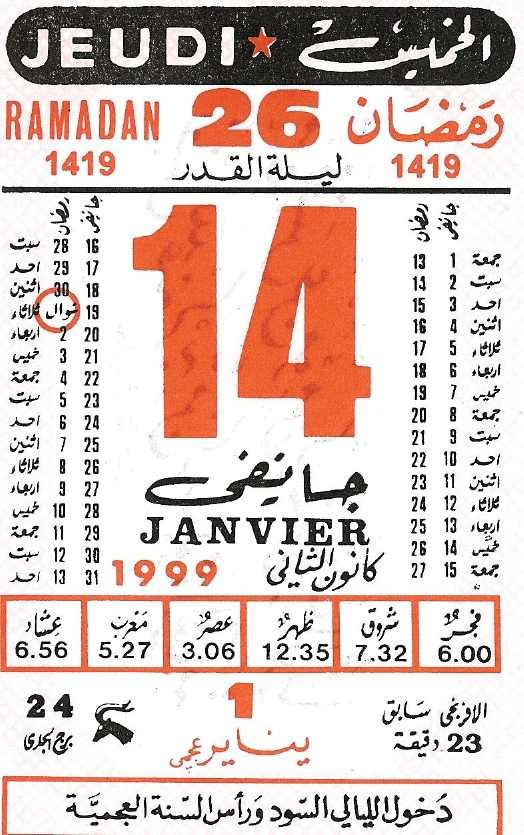
يومية تونسية تشير لدخول الليالي السود

الليالي السْود هي فترة من فترات السّنة، حسب التقويم الفلاحي للبلدان المغاربية، تأتي مباشرة بعد الليالي البيض، تبدأ يوم 14 يناير وتنتهي يوم 02 فبراير من كل سنة، يكون فيها الطّقس فيها شديد البرودة في النّهار و دافئا في الليل.

## التسمية
سمّيت بذلك لكثرة وجود السّحب والغيوم فيها.